# استنلی کوهن (وکیل)
استنلی کوهن (به انگلیسی: Stanley Cohen)(متولد ۱۹۵۰) یک وکیل و فعال سیاسی است.
او وکالت برخی از اعضای حماس و حزب‌الله، منسوبین به اسامه بن لادن، و نیز برخی دیگر از موکلین بحث‌برانگیز را برعهده داشته‌است. او در سال ۲۰۱۴ با اتهام تخلفات مالیاتی محکوم به ۱۸ ماه حبس شد که منجر به تعلیق مجوز وکالت او نیز گردید.

## زندگی اولیه و فعالیت شغلی
کوهن در سال ۱۹۵۳ و در پورت چستر (نیویورک) بین گرینویچ کانتی و ریا (نیویورک) متولد شد و رشد کرد. او توسط پدر و مادرش که از یهودیان ارتودکس بودند تربیت شد و در مدارس عبری تعلیم یافت. او عمل به آداب یهودیت را از سن ۱۴ سالگی متوقف کرد.
زمانی که او هنوز یک دانشجوی حقوق در دانشگاه لانگ آیلند بود، همکاری با وکیل لین استوارت را در وکالت از کتی بودین عضو گروه‌های چپ‌گرای آب و هوا زیرزمینی و سازمان کمونیستی ۱۹م می آغاز کرد که متهم به مشارکت در سرقت برینسک ۱۹۸۱ بود.
پس از فارغ‌التحصیلی، در دهه ۸۰، کوهن برای هفت سال در انجمن کمک‌های حقوقی در برونکس فعالیت کرد. او همچنین به عنوان یک داوطلب در برنامه دولتی مبارزه با فقر امریکورپ ویستا مشغول به فعالیت در وینباگو، اوماها و اقامتگاه سانتی سو بود. پس از ویستا، او یک برنامه مبارزه با مواد مخدر را برای نوجوانان بی‌خانمان در وستچستر کانتی (نیویورک) رهبری کرد. در سال ۱۹۸۳ او مدرک وکالت JD را از دانشکده حقوق دانشگاه پیس اخذ کرد.
او زمانی که وکیل و کارمند ارشد انجمن کمک‌های حقوقی بود، مدت کوتاهی وکالت لری دیویس را برعهده داشت که متهم به کشتار و سرقت از فروشندگان مواد مخدر شده بود. در سال ۱۹۹۰، کوهن برای وکالت از شیخ عبدالرحمن یاسین، مغز متفکر بمب‌گذاری مرکز تجارت جهانی در سال ۱۹۹۳ به ویلیام کونتلر و لین استوارت (که برای این پرونده محکوم شده بود) پیوست.
کوهن مرتباً از نوار غزه بازدید می‌کند. یکی از موکلین وی موسی محمد ابو مرزوق، عضو حماس بود؛ او همچنین از اعضای حزب‌الله و القاعده مانند بستگان بن لادن، دامادش دفاع حقوقی کرد، پرونده‌ای که نقدهای شدید را در پی داشت. کوهن اعلام کرده‌است که او پرونده‌های بزرگ برعهده نخواهد گرفت، مگر آنکه با منش سیاسی موکل آشنا باشد و از آن‌ها خوشش بیاید، او را به یهودستیزی و «سخنگوی تروریست‌ها» بودن متهم کرده‌اند.
در سال ۱۹۹۶، کوهن مخالفان اشغال ساختمان‌های روستای شرقی نیویورک را وکالت کرد و از تبدیل شدن این منطقه به «منطقه مقاومت» با ایجاد پست‌های ایست و بازرسی در مقابل اعیان‌نشین شدن منطقه حمایت کرد.
او در مذاکرات ناموفق برای آزادی پیتر کاسیگ، که توسط داعش گروگان گرفته شده بود درگیر شد. با درخواست یک دوست قدیم، جان پنلی، کهنه‌سرباز نیروی دریایی، کوهن پذیرفت نقش واسطه را ایفا کند. بنا به گزارش اینترسپت: "در حالی که او خودش فاقد ارتباطی با دولت اسلامی بود، کوهن توانست با واعظ اردنی ابو محمد المقدسی ارتباط برقرار کرده و او را متقاعد به بازکردن باب گفتگو با ترکی بن علیکند"، اما مذاکرات با بازداشت ناگهانی ابو محمد مقدسی از سوی دولت اردن با شکست روبرو شد.
نیوریپابلیک در پروفایل سال ۲۰۱۵ کوهن، حساب توییتر او با حدود تقریباً ۱۹٬۰۰۰ فالوئر را با عنوان "جریانی از نقد مشروع سیاست‌های اسرائیل، اما با نظرهایی ناراحت کننده (اگر نگوییم کاملاً نفرت پراکنانه) با نقل قول‌هایی مانند" من بیشتر ترجیح می‌دهم ۱۸ ماه در زندان به سر ببرم تا اینکه بخواهم با یک صهیونیست شام بخورم." توصیف کرد.

## محکومیت جنایی
در آوریل ۲۰۱۴، کوهن با اتهام مانع‌تراشی و جلوگیری از فعالیت اداره خدمات درآمد داخلی و عدم تسلیم اظهارنامه‌های مالیاتی به عنوان یک «جنایتکار» محکوم شد. این محکومیت منجر به از دست دادن مجوز قانونی او شد، هرچند که پس از آزادی از زندان می‌تواند دوباره آن را درخواست کند. او متهم به دریافت در مجموع ۳۵۰۰۰ دلار پول گزارش نشده به IRS بود. اتهام اولیه دادستانان عدم گزارش بیش از ۳ میلیون دلار به IRS و اتهام اداره خدمات حقوقی‌اش به صورت نانوشته و خارج از درج در دفاتر رسمی بود. او محکوم به گذراندن هجده ماه در زندان فدرال شد. او ادعا کرد پرونده دارای انگیزه سیاسی است. کوهن این محکومیت را در ندامتگاه کانان ویمارت پنسیلوانیا گذراند. 